# تيري رايلي
تيري رايلي (بالإنجليزية: Terry Riley) (و. 1935 – م) هو ملحن، وعازف بيانو من الولايات المتحدة الأمريكية . ولد في كولفاكس .

## روابط خارجية
- تيري رايلي على موقع IMDb (الإنجليزية)
- تيري رايلي على موقع الموسوعة البريطانية (الإنجليزية)
- تيري رايلي على موقع ميوزك برينز (الإنجليزية)
- تيري رايلي على موقع إن إن دي بي (الإنجليزية)
- تيري رايلي على موقع أول ميوزيك (الإنجليزية)
- تيري رايلي على موقع ديسكوغز (الإنجليزية)
- تيري رايلي على موقع قاعدة بيانات الفيلم (الإنجليزية)